# Okręg Roanne
Okręg Roanne (fr. Arrondissement de Roanne) – okręg w południowo-wschodniej Francji. Populacja wynosi 155 tysięcy.

## Podział administracyjny
W skład okręgu wchodzą następujące kantony:
- Belmont-de-la-Loire,
- Charlieu,
- Néronde,
- Pacaudière,
- Perreux,
- Roanne-Nord,
- Roanne-Sud,
- Saint-Germain-Laval,
- Saint-Haon-le-Châtel,
- Saint-Just-en-Chevalet,
- Saint-Symphorien-de-Lay.